# باول ألين
باول ألين (بالإنجليزية: Paul Allen)‏ (28 أغسطس 1962 بأفيلاي في المملكة المتحدة - ) هو لاعب كرة قدم بريطاني في مركز الوسط. شارك مع منتخب إنجلترا تحت 21 سنة لكرة القدم. أما مع النوادي، فقد لعب مع توتنهام هوتسبير وستوك سيتي وسويندون تاون ونادي بريستول سيتي ونادي ساوثهامبتون ونادي لوتون تاون ونادي ميلوول ووست هام يونايتد وThurrock F.C. ‏.

## وصلات خارجية
- باول ألين على موقع قاعدة بيانات كرة القدم.إي يو (الإنجليزية)
- باول ألين على موقع Soccerbase.com (لاعب) (الإنجليزية)
- باول ألين على موقع عالم كرة القدم.نت (الإنجليزية)